# Йордан Соколов
Йордан Георгиев Соколов е български юрист, политик и държавник, министър на вътрешните работи, народен представител в XXXVII, XXXVIII и XXXIX народно събрание. Председател е на XXXVIII народно събрание.

## Биография

### Ранен живот и образование
Йордан Соколов е роден на 18 януари 1933 г. в София, България. Баща му Георги Соколов е един от най-авторитетните юристи на България, функционер на Народната партия и апелативен съдия преди 1944 г. Йордан Соколов завършва през 1950 г. Първа мъжка гимназия и спазва семейната традиция и завършва право в Софийския университет „Св. Климент Охридски“.

### Професионална кариера
От 1956 до 1958 г. е секретар в Държавния арбитраж, а от 1958 г. – адвокат и член на Адвокатския съвет за седем мандата. Става член на Изпълнителния комитет на Съюза на юристите в България и председател на неговата Комисия по законодателство. Съавтор е на монографиите „Адвокатска защита“ и „Адвокатска защита в гражданския процес“ и автор на редица статии на правна тематика. В продължение на 10 години е лектор на курсове за младши адвокати. Награждаван е с Почетния знак на Съюза на юристите в България и на Адвокатската колегия. Член на Съвета по законодателство към Държавния съвет на НРБ.

### Политическа кариера
Нов етап в кариерата му започва след промяната от 1989 г. През пролетта на 1990 година инициира създаването на Адвокатски клуб за демокрация, който става член на Федерацията на клубовете за демокрация (организация съучредител на СДС). Участва като експерт в предизборната кампания на СДС за Седмо велико народно събрание. През 1990 г. е избран за член на Централната избирателна комисия от квотата на СДС. През същата година става и юридически съветник на президента Желю Желев. С изявени консервативни възгледи за политиката през 1991 г. Йордан Соколов подкрепя стачката на 39-те. В правителството на Филип Димитров той е назначен за министър на Вътрешните работи. Оттогава нататък името му се свързва с концентрацията на много информация и задкулисна власт и той се превръща в една от най-силните фигури в българската политика. Заедно с министрите Иван Костов и Светослав Лучников става част от най-близкото обкръжение на премиера (т.нар. „Кинжали“). След свалянето на правителството е една от кандидатурите на СДС за следващ министър-председател.
На парламентарните избори през 1994 г. Йордан Соколов е избран за народен представител и става председател на Парламентарната група на СДС (1994 – 1997). През 1996 г. името му се спряга като възможна дясна кандидатура за президент, но той се оттегля в полза на Петър Стоянов. През 1997 г. отново е избран за депутат и за председател на XXXVIII народно събрание (1997 – 2001). Става първият след промените парламентарен шеф, който изкарва пълен четиригодишен мандат. Едновременно с това е председател на парламентарната комисия за борба с корупцията и на Комисията по въпросите на евроинтеграцията. Заедно с Екатерина Михайлова е сред най-твърдите поддръжници на Иван Костов и неговата политика. Заместник-председател е на СДС (2000 – 2002). През 2000 г. е провъзгласен от Йерусалимския патриарх Диодор за Рицар на Светата гробница.
През 2001 г. отново е избран за депутат (2001 – 2005) и за заместник-председател на комисиите за борба с корупцията и за вътрешна сигурност и обществен ред и член на правната комисия. Йордан Соколов се нарежда сред тези лидери на СДС, които най-силно застъпват тезата за оставане в опозиция на правителството на Симеон Сакскобургготски. През 2004 г. той е от депутатите (начело с Иван Костов), основали новата партия Демократи за силна България, в която е избран за председател на Вътрешнопартийния арбитраж. През 2005 г. се отказва от участие в парламентарни избори и се завръща към адвокатската професия, а през 2011 г. се оттегля от поста и напуска партията като протест срещу общи парламентарни действия с БСП.
Йордан Соколов е женен. Съпругата му проф. Ева Соколова има 2 дъщери от първия си брак – Цветана и Катерина.

## Ордени и декорации
- „Орден на слона“ (Дания)
- „Орден на Серафима“ (Швеция)
- Велик кръст на „Ордена на Светата гробница“ (Йерусалимска патриаршия)
- През 2012 г. е удостоен с орден Св. св. Кирил и Методий първа степен.[2]